# Соглашение об урегулировании кризиса в Украине

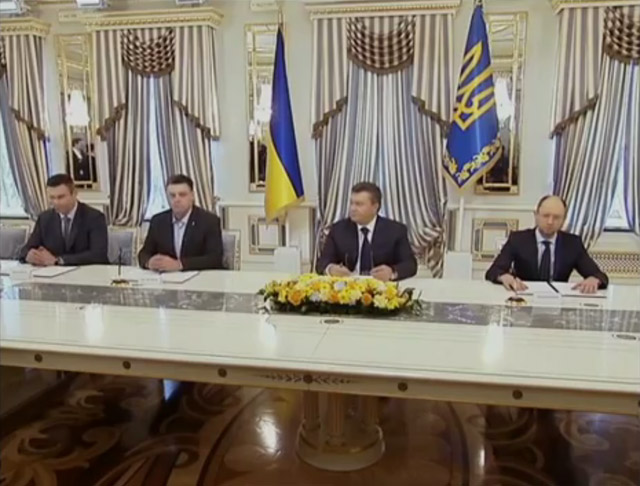
Подписание Соглашения об урегулировании кризиса в Украине. 21 февраля 2014 года.

«Соглашение об урегулировании кризиса в Украине» (укр. Угода про врегулювання кризи в Україні) — документ, подписанный 21 февраля 2014 года президентом Украины Виктором Януковичем и лидерами парламентской оппозиции при посредничестве представителей Евросоюза. Подписание Соглашения было призвано прекратить массовое кровопролитие в Киеве и положить конец острому политическому кризису, начавшемуся в ноябре 2013 года в связи с решением украинских властей приостановить процесс подписания Соглашения об ассоциации с Евросоюзом.
Соглашение об урегулировании политического кризиса подписали президент Украины Виктор Янукович и лидеры оппозиции Виталий Кличко (партия УДАР), Арсений Яценюк (ВО «Батькивщина») и Олег Тягнибок (ВО «Свобода»). Свидетелями подписания выступили министры иностранных дел Германии и Польши — Франк-Вальтер Штайнмайер, Радослав Сикорский и руководитель департамента континентальной Европы министерства иностранных дел Французской Республики Эрик Фурнье (фр. Éric Fournier). Президент РФ Владимир Путин не позволил своему специальному представителю Владимиру Лукину, также участвовавшему в переговорах, подписать Соглашение, так как не хотел поддерживать формирование "консенсусного режима" в Киеве[нужна атрибуция мнения].
Соглашение предусматривало немедленное возвращение к Конституции 2004 года, то есть к парламентско-президентской форме правления, формирование «правительства национального доверия», конституционную реформу и проведение досрочных выборов президента до конца 2014 года. Также предусматривались отвод сил правопорядка из центра Киева, прекращение насилия и сдача оппозицией оружия.

## Предыстория
18 февраля 2014 года в центре Киева произошло резкое обострение противостояния между протестующими Евромайдана и сотрудниками правоохранительных органов, военнослужащими внутренних войск и организованными группами противников Евромайдана, вылившееся в течение последовавших дней в ожесточённые столкновения и массовое кровопролитие. В связи с кровопролитием в Киеве крайне обострилась ситуация на западе Украины. Здесь вновь начались захваты органов государственной власти и госучреждений.
Вечером 19 февраля на фоне продолжающегося насилия и отсутствия признаков компромисса между сторонами в Киев экстренно вылетели главы МИД Польши, Германии и Франции для последних переговоров с представителями украинской власти и оппозиции накануне экстренного заседания Совета иностранных дел Евросоюза, на котором должен был рассматриваться вопрос введения санкций в отношении Украины.
20 февраля прибывшие в Киев главы МИД Польши Радослав Сикорский, Германии Франк-Вальтер Штайнмайер и Франции Лоран Фабиус провели длительные переговоры с Виктором Януковичем в поисках мирного варианта выхода из кризиса. Как сообщила польская пресса, представители западных стран предложили украинскому президенту организовать переходное правительство, приступить к конституционной реформе и основное — провести досрочные парламентские и президентские выборы. За переговорами с Януковичем последовала их встреча с оппозицией. По просьбе Януковича российский президент Владимир Путин направил в Киев своего представителя для участия в переговорном процессе с оппозицией в качестве посредника. Им стал уполномоченный по правам человека Владимир Лукин.
Поздно вечером 20 февраля в Администрации президента возобновились переговоры с участием украинских властей, оппозиции, министров иностранных дел Польши, Германии и Франции. В половине второго ночи на переговоры в Администрацию президента прибыли посол России на Украине Михаил Зурабов и уполномоченный по правам человека в РФ Владимир Лукин. Ночью здание Администрации покинули послы России и Франции. Также сообщалось, что переговоры покинул министр иностранных дел Франции Лоран Фабиус в связи с тем, что ему было необходимо улетать в Пекин. Переговоры, продлившиеся восемь часов, закончились под утро. Стороны парафировали текст Соглашения.
21 февраля в 16:00 президентом Януковичем и главами трёх оппозиционных партий в присутствии дипломатических представителей Польши, Германии и Франции Соглашение об урегулировании политического кризиса на Украине было подписано.

## Текст Соглашения
Обеспокоенные трагическими случаями потери жизней на Украине,
стремясь немедленно прекратить кровопролитие,
решительно настроенные проложить путь к политическому урегулированию кризиса,
Мы, нижеподписавшиеся стороны, договорились о следующем:
1. В течение 48 часов после подписания данного соглашения будет принят, подписан и обнародован специальный закон, который восстановит действие Конституции Украины 2004 года с изменениями, внесёнными до этого времени. Нижеподписавшие заявляют о намерении создать коалицию и сформировать правительство национального единства в течение 10 дней после этого.
2. Конституционная реформа, уравновешивающая полномочия президента, правительства и парламента, будет начата немедленно и завершена в сентябре 2014 года.
3. Президентские выборы будут проведены сразу после принятия новой Конституции, но не позднее декабря 2014 года. Будет принято новое избирательное законодательство, а также сформирован новый состав Центральной избирательной комиссии на пропорциональной основе в соответствии с правилами ОБСЕ и Венецианской комиссии.
4. Расследование недавних актов насилия будет проведено под общим мониторингом власти, оппозиции и Совета Европы.
5. Власть не будет вводить чрезвычайное положение. Власть и оппозиция воздержатся от применения силовых мер.
Верховная рада Украины примет третий закон об освобождении от ответственности, который будет распространяться на те же правонарушения, что и закон от 17 февраля 2014 года.
Обе стороны будут прилагать серьёзные усилия для нормализации жизни в городах и сёлах путём освобождения административных и общественных зданий и разблокировки улиц, скверов и площадей.
Незаконное оружие должно быть сдано в органы Министерства внутренних дел Украины в течение 24 часов с момента вступления в силу вышеупомянутого специального закона (п.1 настоящего Соглашения).
После указанного периода все случаи незаконного ношения и хранения оружия подпадают под действующее законодательство Украины. Силы оппозиции и власти отойдут от позиций противостояния. Власть будет использовать силы правопорядка исключительно для физической защиты зданий органов власти.
6. Министры иностранных дел Франции, Германии, Польши и Специальный представитель Президента Российской Федерации призывают к немедленному прекращению всех видов насилия и противостояния.
г. Киев, 21 февраля 2014 года
От власти: Президент Украины Виктор Янукович
От оппозиции: лидер партии УДАР Виталий Кличко, лидер ВО «Батькивщина» Арсений Яценюк, лидер ВО «Свобода» Олег Тягнибок.
Засвидетельствовали:

От Европейского Союза: Федеральный министр иностранных дел Федеративной Республики Германия Франк-Вальтер Штайнмайер, Министр иностранных дел Республики Польша Радослав Сикорский и руководитель департамента континентальной Европы Министерства иностранных дел Французской Республики Эрик Фурнье.
— 

## Оценки Соглашения и последовавшие события

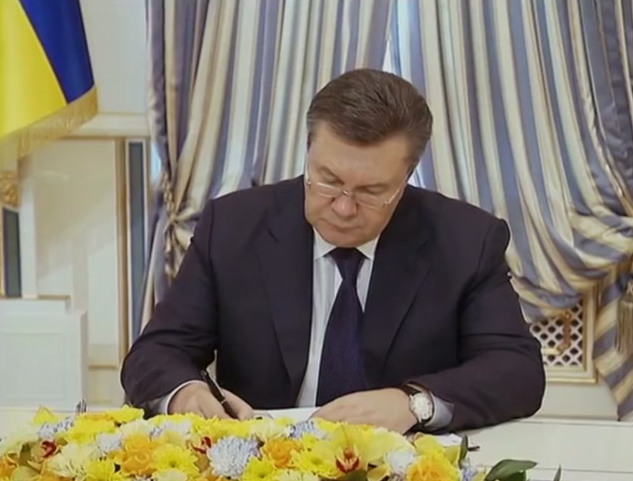
Президент Украины Виктор Янукович подписывает Соглашение об урегулировании кризиса. 21 февраля 2014 года.

Владимир Лукин, объясняя свою позицию, заявил, что «Москва решила не подписывать эти соглашения по очень правильной причине, на самом деле — не очень понятна ситуация с тем, кто является субъектом этого соглашения», в Соглашении «не видно сил и лиц, которые должны это реализовывать».
В течение часа после подписания Соглашения Верховная рада приняла сразу в трёх чтениях проект «Закона о восстановлении действия отдельных положений Конституции Украины», возвращающий Конституцию 2004 года.

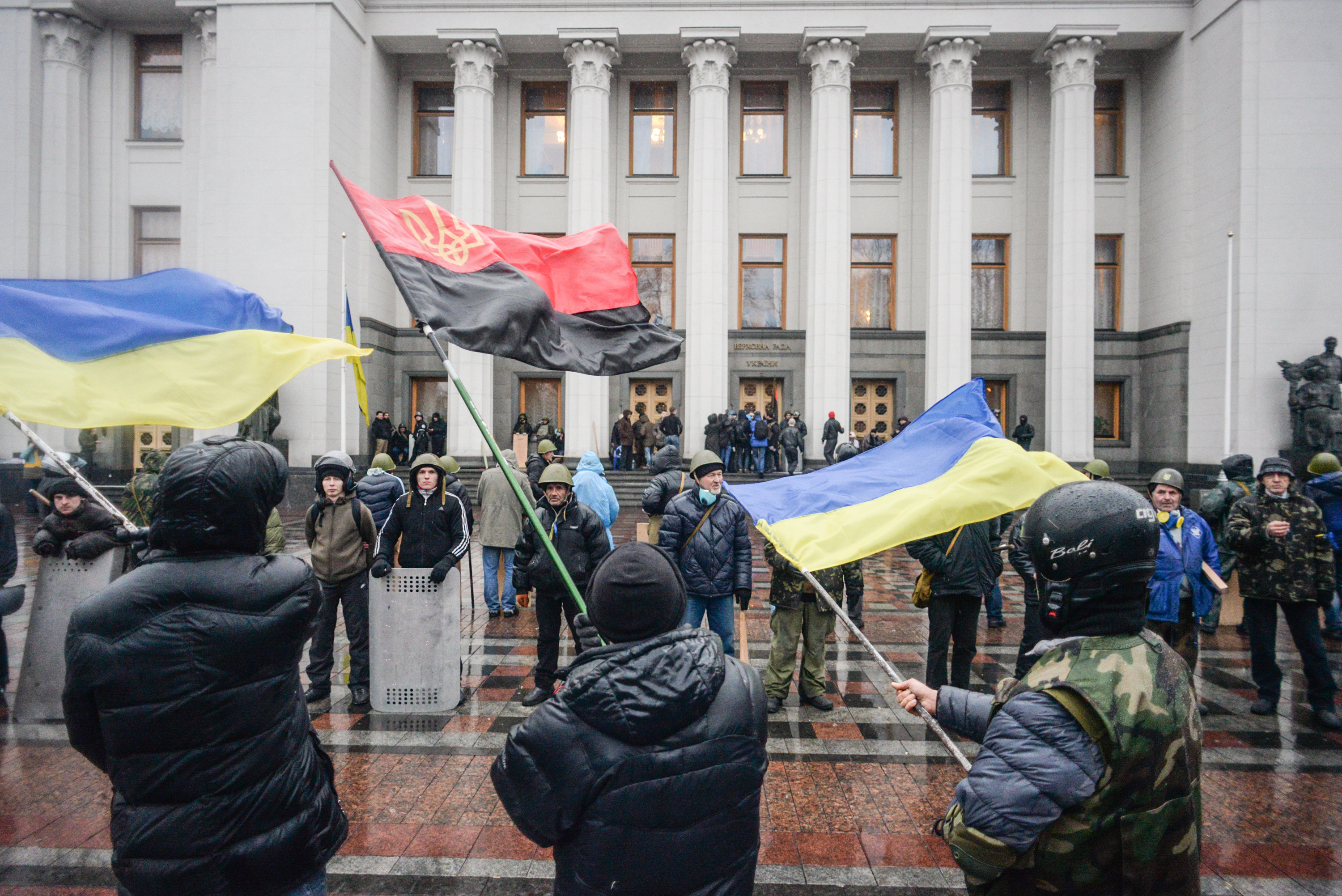
Самооборона Майдана у здания Верховной Рады, 22 февраля 2014 года.

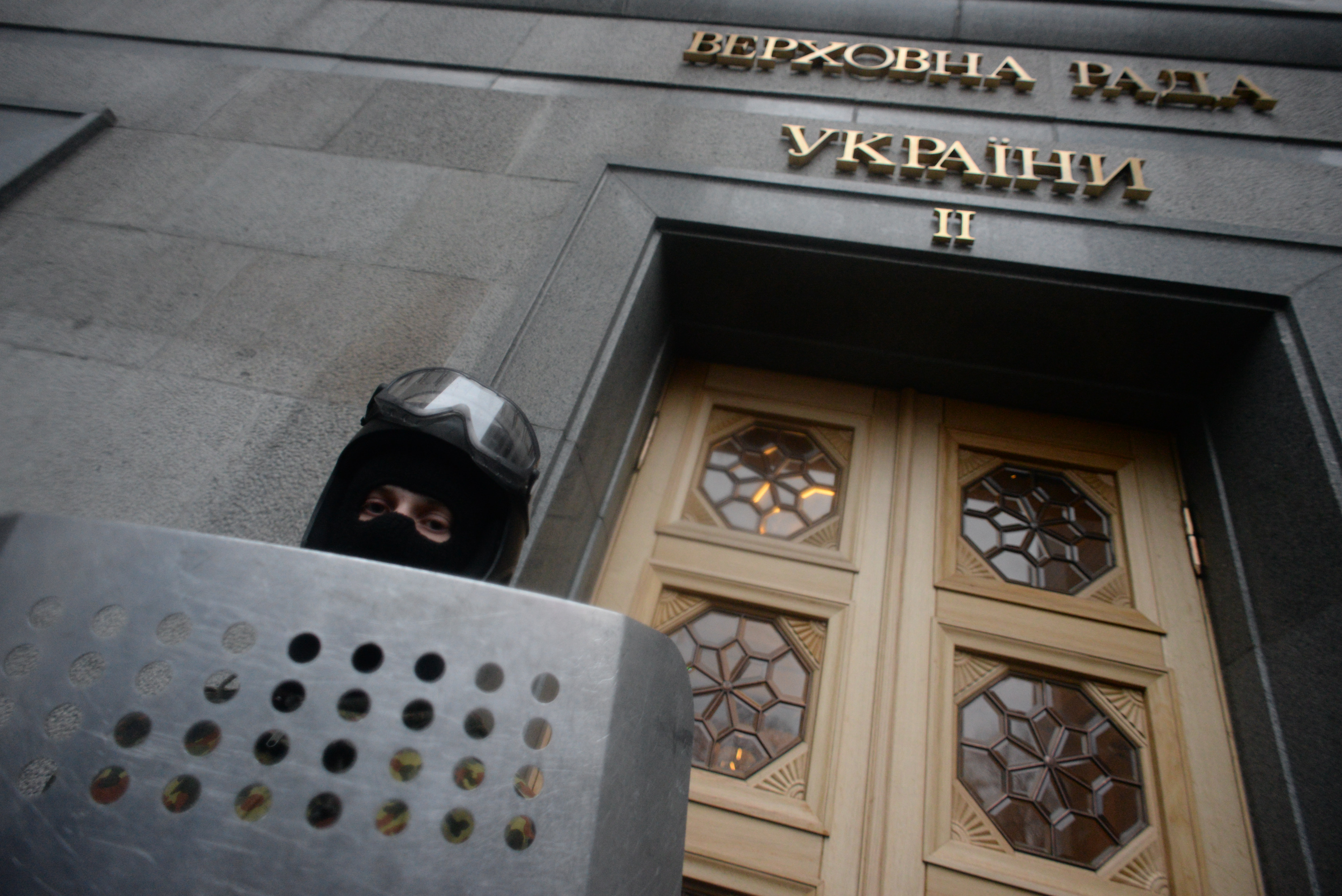
Боец «Самообороны Майдана» у здания Верховной рады.

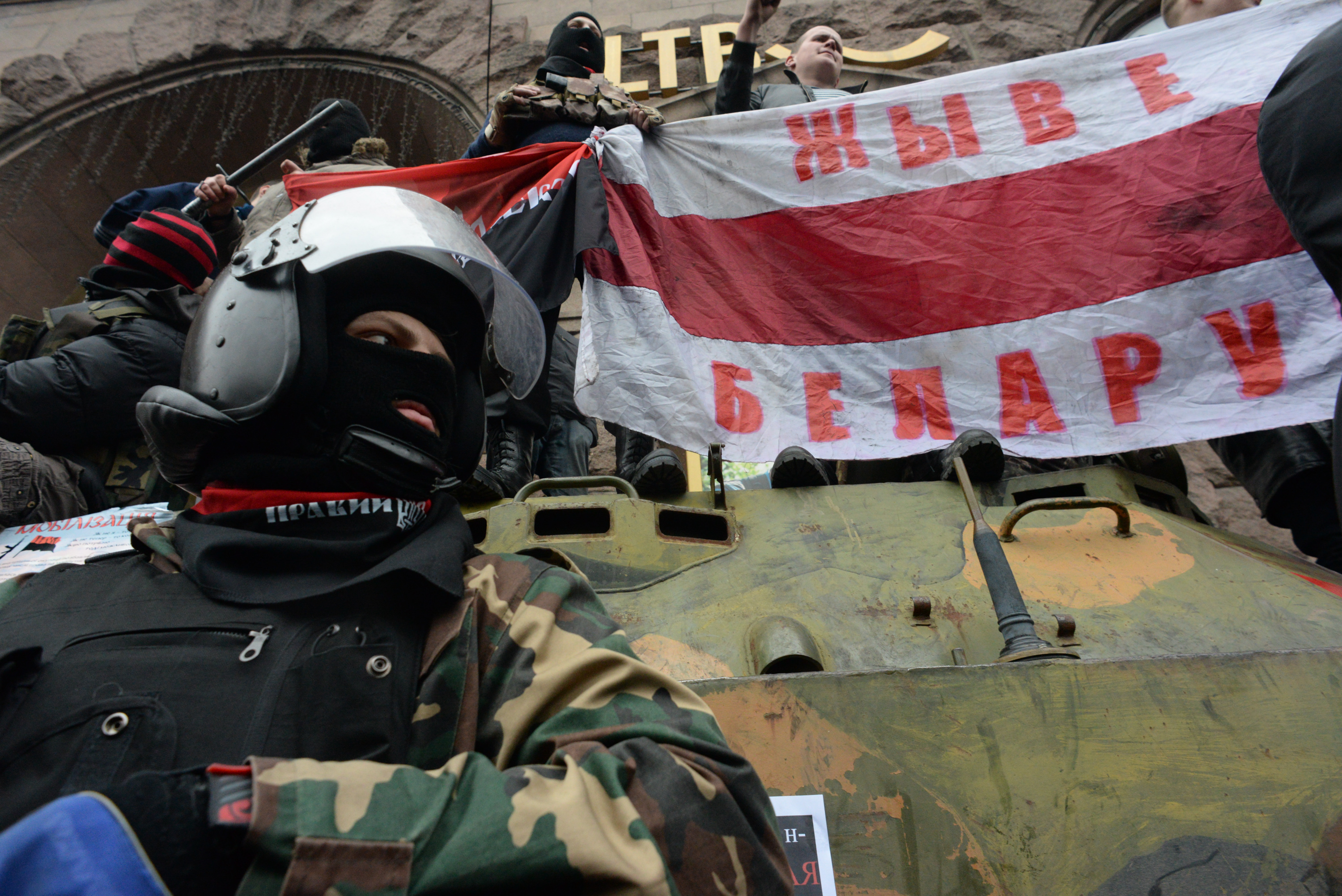
«Правый сектор» на броне бронетранспортёра, 22 февраля 2014 года.

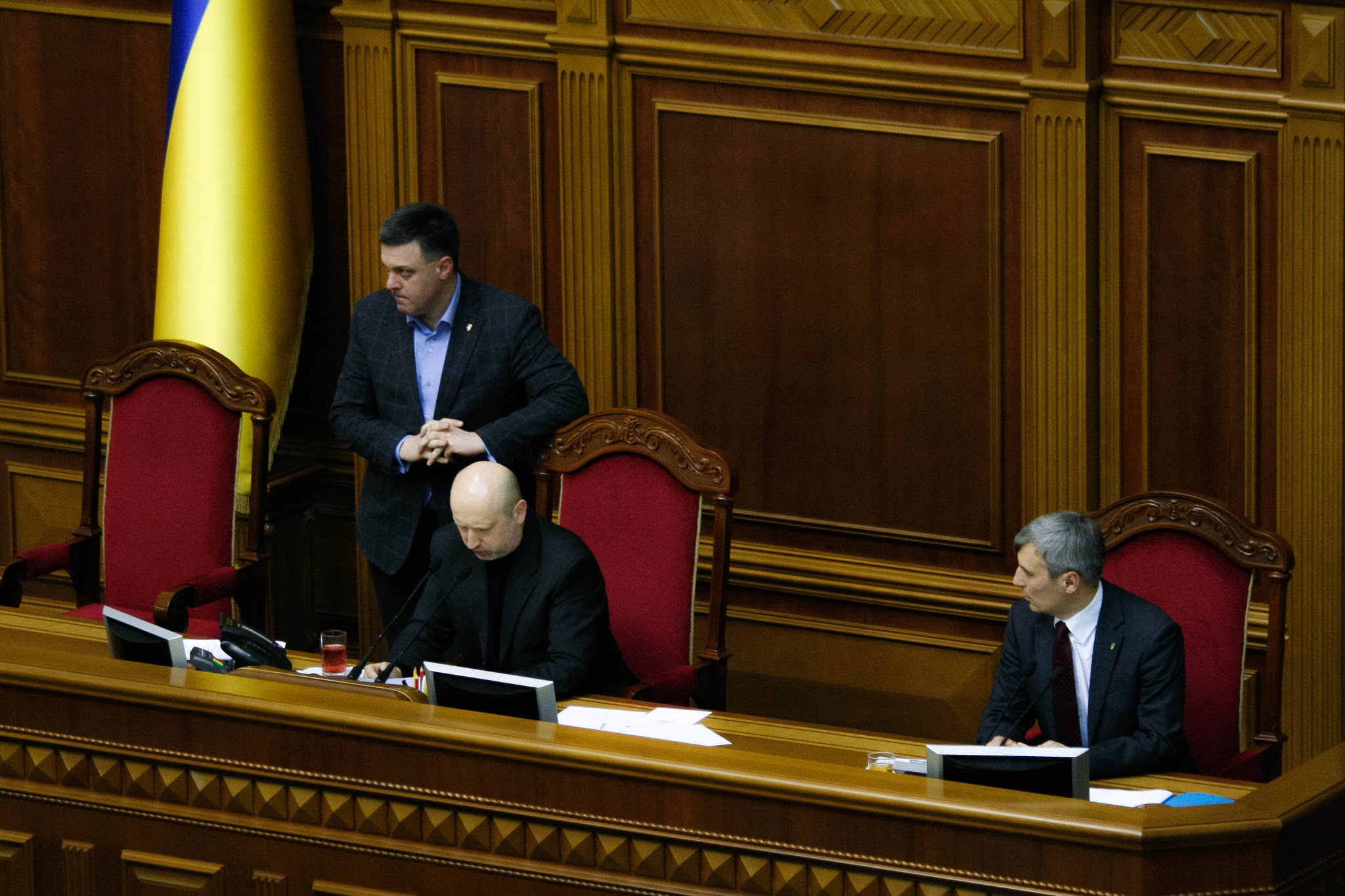
Лидер партии «Свобода» Тягнибок и и. о. президента Украины Турчинов в президиуме Верховной рады, 24 февраля 2014 года.

Вечером 21 февраля, при публичном объявлении на Майдане лидерами парламентской оппозиции условий подписанного Соглашения, один из активистов «Самообороны Майдана» Владимир Парасюк заявил, что его и «Самооборону Майдана» не устраивает оговорённая в документе постепенность политических реформ, и потребовал немедленного ухода в отставку президента Януковича — в противном случае он угрожал штурмом администрации президента и Верховной рады. Это заявление было встречено овациями. Согласно объявленному на Майдане ультиматуму, Януковичу установили срок до 10 часов утра для принятия решения об отставке. Лидер «Правого сектора» Дмитрий Ярош заявил, что в Соглашении отсутствуют чёткие обязательства относительно отставки президента, роспуска Верховной рады, наказания руководителей силовых ведомств и исполнителей «преступных приказов, в результате которых были убиты около сотни украинских граждан», он назвал Соглашение «очередным замыливанием глаз» и отказался его выполнять. В ночь на 22 февраля отряды «Самообороны Майдана» и «Правого сектора», не дожидаясь истечения срока ультиматума, захватили правительственный квартал, покинутый правоохранителями ещё до подписания Соглашения (в связи с принятием Верховной радой соответствующего постановления от 20 февраля). Под их контроль перешли здания Верховной рады, Кабинета министров, Администрации президента и МВД.

## Оценки выполнения Соглашения

### Украина
28 февраля 2014 года Виктор Янукович на своей первой пресс-конференции после смещения, организованной на российской территории, заявил, что «оппозиция и радикальные силы, которые были представлены на Майдане, и не только на Майдане, но и в других регионах, … должны были разоружиться, освободить все захваченные территории. Но это не было выполнено. И, как результат, Киев был наводнён вооруженными людьми, которые начали громить дома, культовые учреждения, храмы, начали страдать абсолютно невинные люди». По его словам, «соглашение для нас, конечно, давало какую-то надежду. Но всё, что произошло дальше, трудно это назвать какими-то эпитетами». 2 апреля 2014 года в интервью российским и зарубежным СМИ он утверждал, что «не предполагал, что это [Соглашение] была ловушка для власти». В обращении от 28 марта 2014 года Янукович заявил, что «будет добиваться законного выполнения соглашения от 21 февраля» и приложит все усилия, чтобы «этот организованный фарс был полностью разоблачён» и «виновные в развале государства» понесли наказание.

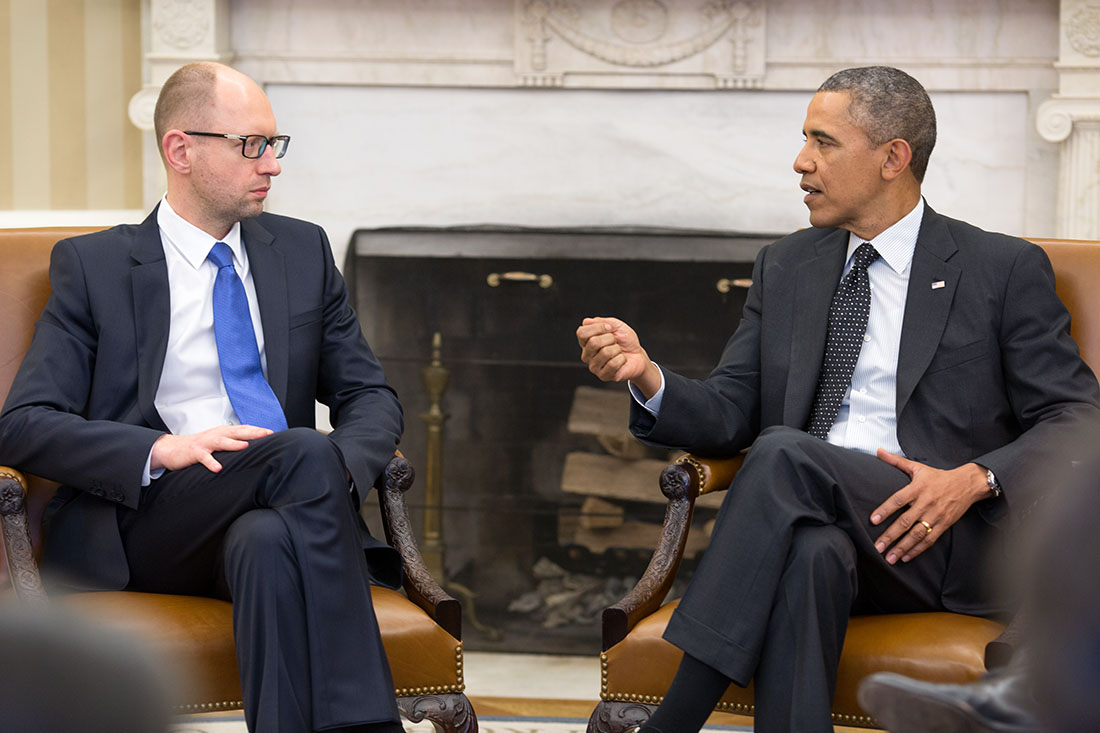
Арсений Яценюк и президент США Барак Обама. 12 марта 2014 года.

Назначенный Верховной Радой премьер-министр Украины Арсений Яценюк: «Первое базовое обязательство было о возвращении Конституции 2004 года, но на следующий день Виктор Янукович публично отказался подписывать этот закон и вышел из этого Соглашения»; «правительство Украины было сформировано так, как было предусмотрено Соглашением, а именно всеохватывающее правительство, которое получило поддержку даже новой оппозиции в лице Партии регионов. Конституционным большинством в 371 голос парламент проголосовал за это правительство».
Профессор права, один из разработчиков Конституции Виктор Мусияка: «Во-первых, он в течение 48 часов с момента подписания соглашения с оппозицией не подписал принятый Верховной радой Украины Закон о возобновлении действия Конституции Украины в редакции от 08.12.2004 г. Этим он фактически дезавуировал свою подпись под соглашением и сделал его юридически ничтожным». «Янукович … должен был заявить о безусловном выполнении своих полномочий и хотя бы налагать вето на законы, принимаемые парламентом. Но для этого ему необходимо было оставаться на рабочем месте».

### США
- Постоянный представитель США в ООН Саманта Пауэр: «Именно Янукович нарушил условия этого соглашения, покинув Киев, а затем и Украину»[23][24].

### Посредники
- Министры иностранных дел Германии, Франции и Польши (так называемый «Веймарский треугольник») в совместном заявлении по Украине от 31 марта 2014 года выразили глубокую озабоченность сохраняющимся кризисом и призвали новые украинские власти «сделать все возможное, чтобы основные принципы, закреплённые в Соглашении, стали частью украинской политики», «протянуть руку всем регионам Украины и гарантировать представительный и инклюзивный характер правительственных структур». Министры иностранных дел, в частности, обратили внимание на необходимость разоружения лиц, не имеющих права владения оружием, а также призвали новые власти дистанцироваться от экстремистских групп[25][26].

## Комментарии
1. ↑  Представитель России на переговорах Владимир Лукин отказался подписывать соглашение об урегулировании кризиса, сославшись на неопределённость его субъектов[9]